# Спілка українців у Португалії
 Спілка українців у Португалії  (порт. Associação dos Ucranianos em Portugal) — громадська організація українських емігрантів у Португалії

## Статус
Спілка українців у Португалії є неприбутковою асоціацією українських емігрантів національного рівня, створена на добровільних засадах у червні 2003 року і зареєстрована у Міністерстві юстиції Португалії від 10.09.2003. 

Спілка є неурядовою організацією і здійснює свою діяльність у суворому дотриманні статуту [Архівовано 4 лютого 2017 у Wayback Machine.], португальських законів і Міжнародної декларації прав людини.

Дійсний член Світового конґресу українців (СКУ), Європейського конгресу українців (ЄКУ), Української всесвітньої координаційної ради (УВКР) , ACIDI.

| Офіційна адреса |
| --- |
| Associação dos Ucranianos em Portugal Rua Félix Correia Nº1, 2-Esq 1500-271 Lisboa NIF : 506695107 (ідентифікаційний номер) Вебсайт: www.spilka.pt [Архівовано 15 жовтня 2013 у Wayback Machine.] |

## Мета
- Захист прав та інтересів іммігрантів і їхніх нащадків.
- Сприяти зміцненню позитивного ставлення до українців і Української держави, підтримувати і розвивати українську національну ідентичність, дух, мову, культуру та надбання українців, що проживають або перебувають на території Португалії.

При Спілці українців, на всій території Португалії, включаючи острів Мадейра, відкрито 14 осередків і 9 українських суботніх шкіл.

## Звітно-виборний з'їзд
Обрано:
Голова Василь Шайтанюк
Голова Марія Дец
Голова Віталій Михайлів
Голова Павло Садоха

## Осередки Спілки українців у Португалії
- Осередок м. Лісабон
- Осередок м. Аґеда
- Осередок м. Лейрія
- Осередок м. Сантьяго де Касень
- Осередок м. Калдаш де Раїня
- Осередок м. Абрантеш
- Осередок м. Лагуш
- Осередок м. Брага
- Осередок м. Фуншал, о. Мадейра
- Осередок м. Візеу
- Осередок м. Сантарень
- Осередок м. Віла Нова ді Гая
- Осередок м. Марінья Гранде
- Осередок м. Евора

## Українські навчальні заклади при Спілці українців у Португалії
- Український культурно-освітній центр «Дивосвіт», м. Лісабон
- Дитячо-юнацький центр «Соняшник» м. Аґеда
- Український культурно-освітній центр «Веселка» м. Сантарень
- Український культурно-освітній центр «Просвіта» м. Фуншал
- Український культурно-освітній центр м. Лагуш
- Дитячо-юнацький центр «Барвінок» м. Віла Нова де Гая
- Український культурно-освітній центр в м. Калдаш де Раїня
- Дитячо-юнацький центр «Сонечко» м. Лейрія